# Rhodobium porosum
Rhodobium porosum är en insektsart som först beskrevs av Ivan T. Sanderson 1900.  Rhodobium porosum ingår i släktet Rhodobium och familjen långrörsbladlöss. Arten är reproducerande i Sverige. Inga underarter finns listade i Catalogue of Life.